# Licuala mattanensis
Licuala mattanensis är en enhjärtbladig växtart som beskrevs av Odoardo Beccari. Licuala mattanensis ingår i släktet Licuala och familjen Arecaceae. Inga underarter finns listade i Catalogue of Life.